# Lycomorpha pholus
Lycomorpha pholus, la polilla del liquen negra y amarilla, es una especie polilla perteneciente a la familia Erebidae. Se encuentra distribuido en América del Norte desde Nueva Escocia hasta Carolina del Norte, al oeste hasta Dakota del Sur y Texas. El hábitat consiste en praderas de pastos cortos. 
La envergadura de esta polilla es de 25 a 32 milímetros (1 a 1,3 plg). Los adultos tienen alas de color negro azulado, con una zona basal de color amarillo, naranja o rojo y una zona distal negra. Los adultos vuelan de julio a septiembre. Vuelan durante el día y se sienten atraídos por flores, incluida la vara de oro. Se cree que los adultos imitan a los escarabajos de la familia Lycid que son venenosos, tal como la especie Calopteron.
Las larvas se alimentan de líquenes y se parecen a su huésped. La especie puede tardar varios años en desarrollarse, dependiendo de la ubicación. La pupación tiene lugar en capullos peludos adheridos a rocas o troncos de árboles cerca del huésped. 